# Villorba Rugby (femminile)
La sezione femminile del Rugby Villorba fu istituita nel 2016.
Milita nel campionato nazionale di Serie A Élite del quale è campione in carica avendo vinto il titolo 2024-25.
I suoi colori sociali sono il blu e il giallo e il campo degli incontri interni è lo stadio comunale di via Marconi in località Lancenigo.

## Storia
La squadra si formò nel 2016 per aggregazione presso il Villorba Rugby di elementi locali e altri facenti parte di squadre del circondario territoriale come il facenti parte del Casale, da cui proveniva il capitano della nuova formazione Sara Barattin, e prese parte al suo primo campionato nella stagione 2016-17 con il quinto posto finale nel proprio girone e fuori dai play off.
Già nella stagione successiva, tuttavia, Villorba raggiunse i play-off fermandosi solo alla semifinale contro Colorno e, nel 2019, giunse lo scudetto ottenuto battendo Valsugana in finale, cui fecero seguito le dimissioni del tecnico campione, Tonetto, e del suo secondo Zizola.
Con un nuovo staff tecnico la squadra iniziò il campionato 2019-20 che però non vide mai la fine in quanto sospeso e poi annullato dalla F.I.R. a causa delle norme di contrasto alla sopravvenuta pandemia di COVID-19; per lo stesso motivo fu annullato anche il campionato successivo, benché annunciato e messo in calendario.
Nel 2021-22, primo anno di ritorno all'agonismo, la squadra, detentrice dello scudetto dall'ultima edizione completata, sotto la conduzione dell'ex rugbista internazionale Francesco Minto giunse di nuovo in finale trovandovi di nuovo Valsugana, in tale occasione impostasi riprendendosi il titolo che Villorba le aveva tolto tre anni prima.

## Cronologia
| Cronistoria del Villorba Rugby |
| --- |
| - 2016 · nascita della sezione femminile del club - 2016-17 · 5º girone 1 serie A - 2017-18 · 3º girone 1 serie A (Sconf. semifinale scudetto) - 2018-19 · 2º girone 1 serie A Campione d’Italia (1º titolo) - 2019-20 · n/a - 2020-21 · n/a - 2021-22 · 2º girone 1 serie A (Sconf. finale scudetto) - 2022-23 · 2º Eccellenza (Sconf. finale scudetto) - 2023-24 · 1º girone B serie A Élite 2º play-off scudetto Campione d’Italia (2º titolo) - 2024-25 · 1º serie A Élite Campione d’Italia (3º titolo) |

## Stadio
La struttura che ospita gli incontri interni della squadra è un impianto polisportivo situato in via Marconi, di proprietà comunale e le cui strutture, ciascuna per le attività sportive di competenza, sono gestite dal Calcio Villorba, dal Rugby Villorba e dall'Atletica Villorba.

## Palmarès
- Campionati italiani: 3
2018-19, 2023-24, 2024-25